# Конор Гарленд
Конор Гарленд (англ. Conor Garland; нар. 12 березня 1996, Січуейт) — американський хокеїст, крайній нападник клубу НХЛ «Ванкувер Канакс». Гравець збірної команди США.

## Ігрова кар'єра
Хокейну кар'єру розпочав 2011 року на юніорському рівні виступами за команду «Бостон Брюїнс». З 2012 року захищав кольори клубу ГЮХЛК «Монктон Вайлдкетс».
2015 року був обраний на драфті НХЛ під 123-м загальним номером командою «Аризона Койотс». 23 грудня 2015 року Гарленд підписав трирічний контракт початкового рівня з «Койотс». З 2016 по 2018 роки виступав за фарм-клуб «койотів» «Тусон Роудраннерс» (АХЛ).
8 грудня 2018 року Конор дебютував у НХЛ у матчі проти «Сан-Хосе Шаркс». 27 лютого 2019 року Гарленд продовжив контракт ще на два роки. 9 червня 2020 року Конора номінували на Пам'ятний трофей Білла Мастертона.
23 липня 2021 року Гарленда разом із Олівером Екман-Ларссоном обміняли на гравців «Ванкувер Канакс» Луї Ерікссона та Антуана Русселя.

## На рівні збірних
У складі збірної команди США бронзовий призер чемпіонату світу 2021 року та чемпіон світу 2025 року.

## Нагороди та досягнення
- Команда всіх зірок на чемпіонаті світу — 2021.[12]

## Особисте життя
Гарленд і його дружина мають одну дитину.

## Статистика

### Клубні виступи
| 2011–12      | Бостон Брюїнс        | СЮХЛ         | 40  | 42  | 52  | 94  | 53  | 5  | 3 | 6  | 9  | 14 |
| 2011–12      | Бостон Брюїнс        | СЮХЛ         | 2   | 0   | 0   | 0   | 2   | —  | — | —  | —  | —  |
| 2012–13      | Маскігон Ламберджекс | ХЛСШ         | 6   | 1   | 2   | 3   | 2   | —  | — | —  | —  | —  |
| 2012–13      | Монктон Вайлдкетс    | ГЮХЛК        | 26  | 6   | 11  | 17  | 16  | 5  | 0 | 0  | 0  | 0  |
| 2013–14      | Монктон Вайлдкетс    | ГЮХЛК        | 51  | 24  | 30  | 54  | 39  | 6  | 2 | 3  | 5  | 2  |
| 2014–15      | Монктон Вайлдкетс    | ГЮХЛК        | 67  | 35  | 94  | 129 | 66  | 16 | 3 | 22 | 25 | 17 |
| 2015–16      | Монктон Вайлдкетс    | ГЮХЛК        | 62  | 39  | 89  | 128 | 97  | 17 | 5 | 10 | 15 | 18 |
| 2016–17      | Тусон Роудраннерс    | АХЛ          | 55  | 5   | 9   | 14  | 37  | —  | — | —  | —  | —  |
| 2017–18      | Тусон Роудраннерс    | АХЛ          | 55  | 8   | 19  | 27  | 40  | 9  | 1 | 4  | 5  | 6  |
| 2018–19      | Тусон Роудраннерс    | АХЛ          | 21  | 12  | 13  | 25  | 22  | —  | — | —  | —  | —  |
| 2018–19      | Аризона Койотс       | НХЛ          | 47  | 13  | 5   | 18  | 12  | —  | — | —  | —  | —  |
| 2019–20      | Аризона Койотс       | НХЛ          | 68  | 22  | 17  | 39  | 20  | 8  | 1 | 1  | 2  | 0  |
| 2020–21      | Аризона Койотс       | НХЛ          | 49  | 12  | 27  | 39  | 26  | —  | — | —  | —  | —  |
| 2021–22      | Ванкувер Канакс      | НХЛ          | 77  | 19  | 33  | 52  | 36  | —  | — | —  | —  | —  |
| 2022–23      | Ванкувер Канакс      | НХЛ          | 81  | 17  | 29  | 46  | 31  | —  | — | —  | —  | —  |
| 2023–24      | Ванкувер Канакс      | НХЛ          | 82  | 20  | 27  | 47  | 35  | 13 | 3 | 2  | 5  | 2  |
| 2024–25      | Ванкувер Канакс      | НХЛ          | 81  | 19  | 31  | 50  | 52  | —  | — | —  | —  | —  |
| Усього в НХЛ | Усього в НХЛ         | Усього в НХЛ | 485 | 122 | 169 | 291 | 212 | 21 | 4 | 3  | 7  | 2  |

### Збірна
| Рік                | Команда            | Турнір             | Місце              | І  | Г  | П  | О  | ШХ |
| ------------------ | ------------------ | ------------------ | ------------------ | -- | -- | -- | -- | -- |
| 2021               | США                | ЧС                 | 3                  | 10 | 6  | 7  | 13 | 6  |
| 2023               | США                | ЧС                 | 4-е                | 10 | 2  | 6  | 8  | 0  |
| 2025               | США                | ЧС                 | 1                  | 10 | 5  | 5  | 10 | 14 |
| Національна збірна | Національна збірна | Національна збірна | Національна збірна | 30 | 13 | 18 | 31 | 20 |